# Szakony
Szakony é um município da Hungria, situado no condado de Győr-Moson-Sopron. Tem 13,5 km² de área e sua população em 2015 foi estimada em 408 habitantes.